# إسماعيل هرنانديز (منافس ألعاب قوى)
إسماعيل هرنانديز (بالإسبانية: Ismael Hernández)‏ هو منافس ألعاب قوى مكسيكي، ولد في 17 يونيو 1946.

## وصلات خارجية
- إسماعيل هرنانديز على موقع أوليمبيديا (الإنجليزية)